# Pierre Bogaerts
Pierre Louis Charles Bogaerts (Antwerpen, 13 februari 1802 - Brugge, 10 november 1877) was historicus en archivaris van de stad Brugge.

## Levensloop
Pierre-Louis Bogaerts, kandidaat in de wijsbegeerte en letteren, werd in 1825 leraar geschiedenis en aardrijkskunde aan het Gemeentelijk Atheneum in Brugge. Op 10 november 1838 werd hij supplementair tot archivaris van de stad Brugge aangesteld, na het overlijden van stadssecretaris Pierre-Jacques Scourion. Hij zou stadsarchivaris zijn van 1 januari 1839 tot 20 oktober 1851. Op 15 september 1851 was hij namelijk benoemd tot leraar aan het Koninklijk Atheneum in Bergen, zodat hij Brugge verliet.
Volgens het Règlement pour le classement des archives de la ville de Bruges van 9 november 1838 moest de archivaris drie opeenvolgende uren per werkdag aan het archief besteden van oktober tot maart en vier uur in de overige maanden. Elk trimester moest hij een overzicht geven aan het schepencollege van zijn voortgang in het analyseren en klasseren van stukken. Bogaerts mocht overigens zelf niet de sleutels van de archiefdepots bijhouden, maar moest aan het einde van elke dag deze terugbezorgen aan de secretaris.
Bogaerts was in de jaren 1839 en 1840 bestuurslid van het Genootschap voor Geschiedenis te Brugge.

## Publicaties
- P. BOGAERTS & V. DELJOUTTE, Notice historique sur les impôts communaux de Bruges, depuis leur origine jusqu'en 1794, Brugge, 1846
- P. BOGAERTS & E. VEYS, Notice biographique des hommes illustres dont les statues, bustes et médaillons décorent de nouveau la Grand'place de la ville de Bruges, Brugge, 1850